# Flachau
Flachau is een gemeente in het district Sankt Johann im Pongau in de Oostenrijkse deelstaat Salzburg. Het dorp heeft 2600 inwoners.
Bij Nederlanders is het voornamelijk bekend als ski-dorp.
In de winter maakt Flachau deel uit van de Salzburger Ski Amade, een skigebied met 760 kilometer piste.
In Flachau vindt elk jaar een slalom plaats, meetellend voor de wereldbeker skiën. Deze wordt gehouden op de "Hermann Maier Weltcupstrecke". Deze slalom is genoemd naar de bekendste skiër uit het dorp, Hermann Maier.
Deze piste ligt bij de StarJet1, een van de vele liften in het gebied.
Flachau bestaat uit de deelgemeentes Feuersang, Flachau, Flachauwinkl en Reitdorf. Naburige dorpen zijn Altenmarkt im Pongau, Eben im Pongau, Hüttau, Wagrain, Kleinarl, Untertauern, Zederhaus en Tweng.
Flachau is een lange weg door een dal, aan het einde van een weg ligt de kleine dorpskern. Door het dorp loopt het riviertje de Enns.

## Geografische gegevens
- Hoogte dorp: 925 m
- Hoogste punt: 2680 m (Mosermandl)

## Skigebied
Flachau heeft een modern skigebied. De afgelopen jaren (tot 2013) heeft de gemeente geïnvesteerd in snelle stoeltjesliften. Er zijn drie plaatsen in Flachau waar liften de berg op gaan. Er zijn drie dalafdalingen. In Flachau zijn de volgende liften:
| Liftnaam            | Type          | Aantal personen | Hoogte beginpunt | Hoogte eindpunt | Bijzonderheden                                                     |
| ------------------- | ------------- | --------------- | ---------------- | --------------- | ------------------------------------------------------------------ |
| Space Jet 1         | Stoeltjeslift | 6               | 889 m            | 1197 m          |                                                                    |
| Space Jet 2         | Stoeltjeslift | 6               | 1159 m           | 1674 m          |                                                                    |
| Space Jet 3         | Stoeltjeslift | 8               | 1305 m           | 1856 m          |                                                                    |
| Star Jet 1          | Stoeltjeslift | 6               | 924 m            | 1354 m          | Zomers geopend                                                     |
| Star Jet 2          | Stoeltjeslift | 6               | 1354 m           | 1737 m          | Zomers geopend                                                     |
| Star Jet 3          | Stoeltjeslift | 8               | 1614 m           | 1877 m          | Nieuw in seizoen 2009/2010                                         |
| Achter Jet          | Gondel        | 8               | 898 m            | 1640 m          |                                                                    |
| Unterberg Flutlicht | Stoeltjeslift | 2               | 885 m            | 1187 m          | Verlichte piste. In hoogseizoen op dinsdag- en donderdagavond open |
| Zeitmessstrecke     | Sleeplift     | 2               | 885 m            | 1136 m          |                                                                    |
| Dino Jet            | Sleeplift     | 1               | 884 m            | 917 m           |                                                                    |
| Hofleiten Jet       | Sleeplift     | 1               | 915 m            | 945 m           |                                                                    |
| Piggy Jet           | Sleeplift     | 1               | 925 m            | 950 m           |                                                                    |
| Speedy Jet          | Sleeplift     | 1               | 880 m            | 945 m           |                                                                    |
| Bingo Jet           | Sleeplift     | 1               | 885 m            | 905 m           |                                                                    |
| Yeti Jet            | Sleeplift     | 1               | 885 m            | 995 m           |                                                                    |

Het skigebied van Flachau sluit direct aan op de dorpen Wagrain en Moadorfl.
Er zijn zes oefenliften bij de verschillende dalstations.

## Toerisme
Flachau heeft ca. 10.000 'toeristenbedden', waar jaarlijks 950.000-1.000.000 overnachtingen worden geboekt. Het dorp heeft voornamelijk wintertoerisme, maar het zomertoerisme groeit. Zo werden er in de zomer van 2022 180.000 overnachtingen geregistreerd. Het zomertoerisme richt zich op outdoor activiteiten zoals wandelen en fietsen. Ook zijn er twee zwemmeren en een aantal zwembaden in de omgeving. Er zijn twee liften die 's zomers geopend zijn voor gasten: Starjet 1 en Starjet 2.